# تشغارمن (قلعة خواجة)
تشغارمن (بالفارسية: چگارمان) هي منطقة سكنية تقع في إيران في قسم قلعة خواجة الريفي. يقدر عدد سكانها بـ 1,210 نسمة .